# Friedrichswerder

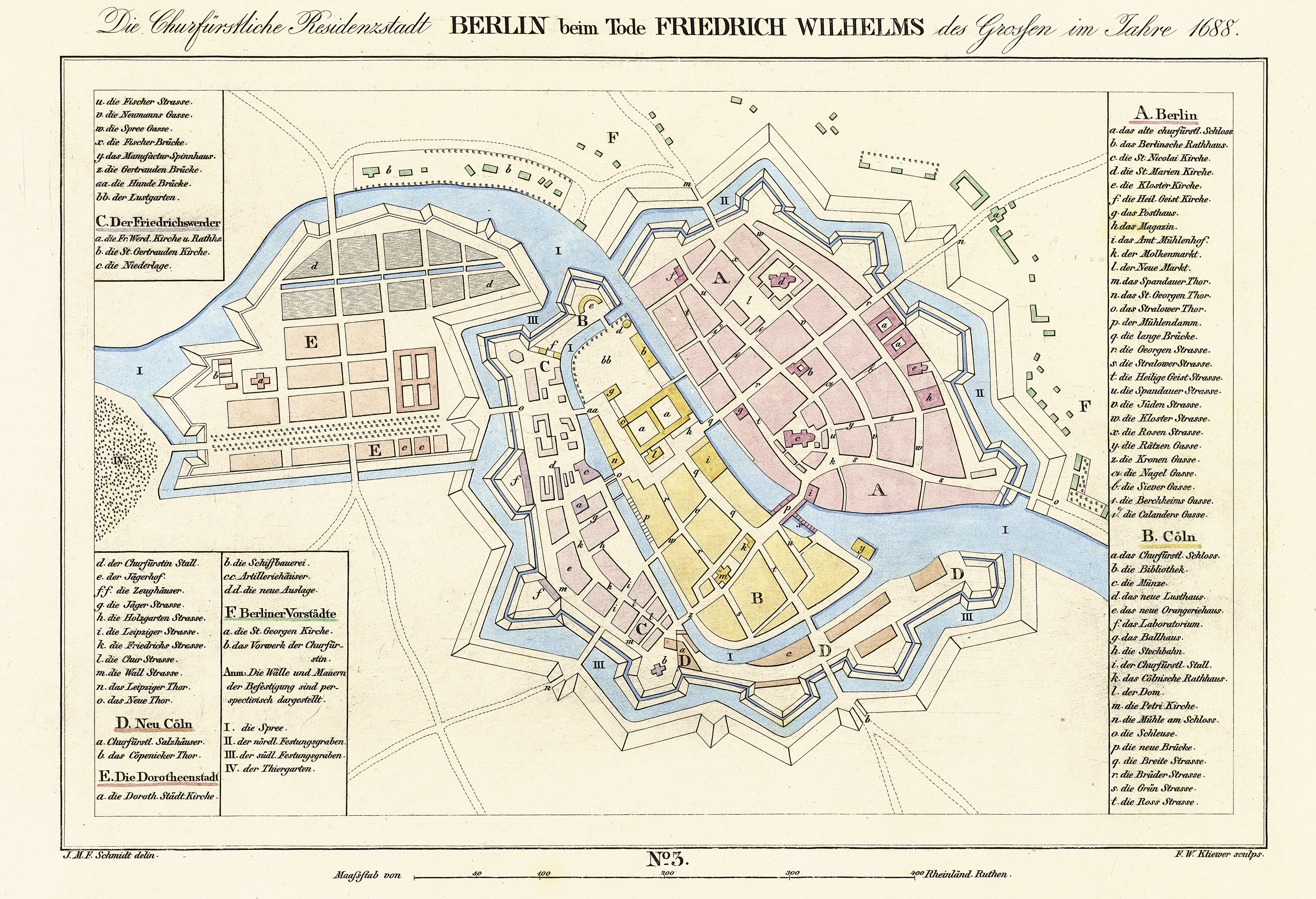
Berlino e le città circostanti nel 1688. Friedrichswerder è in colore viola scuro

Friedrichswerder è un quartiere storico di Berlino, attualmente compreso nel quartiere (Ortsteil) di Mitte.
Friedrichswerder fu fondata nel 1662, insieme a Neukölln am Wasser, dal principe elettore Federico Guglielmo come città-sobborgo indipendente da Berlino, per assorbire l'incremento demografico della capitale. L'area di Frierichswerder era posta immediatamente ad ovest della doppia città storica di Berlino-Cölln, e compresa nella nuova cinta muraria bastionata.
Pochi anni dopo, il forte aumento di popolazione dovuto all'editto di Potsdam, che dava accoglienza agli ugonotti perseguitati dal regno di Francia, rese necessaria la fondazione di due nuove città-sobborgo, Dorotheenstadt (1674) e Friedrichstadt (1688), poste ancora più ad ovest.
Con l'annessione di Cölln e delle 4 città-sobborgo a Berlino (1709), Frierichswerder ne divenne un quartiere; con la demolizione della cinta bastionata e la realizzazione del Foro Federiciano sull'area liberatasi, la capitale acquisì unità urbanistica, e Friedrichwerder perse la sua riconoscibilità come quartiere.
Attualmente del quartiere resta solo la chiesa (Friedrichswerdersche Kirche), ricostruita nel XIX secolo dall'arch. Schinkel, e il toponimo Werdescher Markt riferito alla strada antistante. Il resto del quartiere è stato cancellato dalla costruzione della Reichsbank (1934) e dai bombardamenti della seconda guerra mondiale.